# Crayon
A Crayon G-Dragon dél-koreai énekes-dalszerző One of a Kind című albumának második kislemeze, melyet 2012. szeptember 16-án jelentetett meg a YG Entertainment. A dalt Teddy Park és G-Dragon írta, a Crayon cím a Crazy On, illetve a Crazy Jiyong (G-Dragon polgári neve Kvon Dzsijong) összevonásából született.